# Ночной охотник (фильм)
«Ночной охотник» (англ. Night Hunter) — фильм 1996 года, главные роли в котором исполнили Дон Дракон Уилсон и Мелани Смит. 

## Сюжет
Джек Каттер — последний из длинной династии охотников на вампиров. Он один может остановить злобных тварей и спасти людей от полного истребления. После убийства нескольких вампиров в одном лос-анджелесском ресторане он преследуется и полицией, и другими вампирами. В процессе этого он встречает привлекательную женщину-репортера (Мелани Смит), которая ему помогает.

## Актёрский состав
- Дон Уилсон — Джек Каттер
- Мелани Смит — Рэйми Бейкер
- Николас Гест — Бруно Фишер
- Сид Шэм — Сид О'Мак
- Кэш Кейси — детектив Браунинг
- Мария Форд — Турнье
- Рон Юань — Хасимото
- Майкл Кэвэно — Рой Уард
- Винс Мэрдокко — Курт Аргенто
- Джеймс Лю — Том Куттер
- Маркус Аурелиус — детектив Хупер
- Винсент Клин — Сэнгстер
- Дэвид Фрэлик — Ульмер
- София Кроуфорд — Кармелия
- Дена Ридгли Миллер — Мэри Каттер
- Крис Агилера — молодой Джек Каттер
- Рэнди Кроуд — Ричард
- Фоун Рид — Крисси
- Джуди Леа — клубный фотограф
- Арт Камачо — полицейский переводчик
- Стефани де ла Крус — старшая официантка
- Тони Уильямс — 1-й полицейский в форме
- Дэнни Хэи — 2-й полицейский в форме
- Бенн Майлз Коэн — 3-й полицейский, не в форме
- Дэниель Мюррей — полицейский не в форме
- Патри Дж. Стейтем — 1-й полицейский
- Джошуа Жаник — бездомный ребёнок
- Бьорн Ольсен — бездомный головорез
- Морис Ламон — Пабст
- Джон Коркорэн — Кастл
- Жанет О'Коннор — Кендэлл